# Sten Priinits
Sten Priinits (Haapsalu, 10 de noviembre de 1987) es un deportista estonio que compite en esgrima, especialista en la modalidad de espada. Ganó una medalla de plata en el Campeonato Europeo de Esgrima de 2015, en la prueba por equipos.

## Palmarés internacional
| Campeonato Europeo | Campeonato Europeo | Campeonato Europeo | Campeonato Europeo |
| Año                | Lugar              | Medalla            | Prueba             |
| ------------------ | ------------------ | ------------------ | ------------------ |
| 2015               | Montreux (Suiza)   | Medalla de plata   | Espada por equipos |